# Peta kolona
Peta kolona označava tajne skupine koje se bave subverzivnim aktivnostima koje imaju za cilj srušiti ili ometati postojeći poredak u interesu jedne agresivne vanjske sile. 

## Porijeklo izraza
Pojam “peta kolona” je po prvi put korišten u listopadu 1936. godine nakon što je general Emilio Mola u  Španjolskom građanskom ratu govorio o četiri kolone desničarskih ustanika koje on vodi da svrgnu ljevičarsku vlade druge Španjolske Republike u Madridu. Izgleda da je Domingo Giron, jedan od komunističkih vođa u Madridu, rekao da su republikanci u Madridu jedna  "peta kolona, koja ima za zadaću da uništi ove četiri kolone koje najavljuje general Mola". Međutim su mediji prenosili da je Emilio Mola govorio o nekoj svojoj petoj koloni u Madridu (nema novinskog članka u kojemu bi general F. Mola tako govorio, pa se onda iznose pretpostavke da je to govorio na radiju).
Uglavnom se u čitavom svijetu ubrzo počelo govoriti o “petoj koloni” i “petokolonašima” kao snazi koja na području koje kontroliraju vlasti jedne države, čeka poduzeti akciju protiv tih vlasti. Čak je britanski premijer Winston Churchill u svojem slavnom govoru "Borit ćemo se na plažama" od 4. lipnja 1940. godine među ostalim rekao: "Parlament nas je ovlastio da suzbijemo djelovanje pete kolone čvrstom rukom i mi ćemo koristiti ta ovlaštenja pod nadzorom i uz korekcije Parlamenta, bez i najmanjeg oklijevanja, sve dok ne budemo uvjereni, i više nego uvjereni, da će to zlo u našim redovima biti djelotvorno iskorijenjeno."

## Drugi svjetski rat
Uoči drugog svjetskog rata brojne njemačke organizacije su poduzele pokušaje sa svrhom ometanja unutarnjeg poretka u drugim zemljama s ciljem da kroz svoje provokacije izazovu eskalaciju i represije kako bi imali opravdanje za vojnu intervenciju, slično kako su bili ranije uspjeli prigodom pripojenja Austrije Njemačkoj (tzv. "Anschluss") 1938. godine.
Među efikasnim korištenjima pete kolone, bio je primjer njemačkog kolaboracionista Vidkuna Quislinga tijekom njemačke invazije Norveške u travnju 1940. godine, koji je odmah po ulasku njemačkih snaga u glavni grad norveške Oslo dana 9. travnja 1940. godine proglasio ondje novu norvešku vladu, uz podršku njemačkog okupatora - makar su legalna vlada i kralj još bili u Norveškoj i predvodili borbu protiv agresora. Po Vidkunu Quislingu se čak za takve suradnike agresora uvriježili nazivi "kvislinzi" i "kvislinške snage".

## Poslijeratno razdoblje
Koncepcija pete kolone je nastavljena i nakon završetka Drugog svjetskog rata. Pod nazivom „diverzijske snage“ države Varšavskoga ugovora su obučavale komuniste iz zapadnih zemalja da bi oni u slučaju rata zajedno sa specijalnim snagama Varšavskog ugovora zauzimali ili uništavali strateške ciljeve na području NATO-a. 
Isto tako su države NATO-a podržali s istim ciljem antikomunistički otpor skupina u istočnim bloku. 
Termin se dakle često upotrebljava u smislu "dobrovoljnih pomagača", ili pomagače osobito nekih političkih skupina, koji su u međunarodnim sukobima neprijatelji svoje vlastite zemlje iz ideoloških razloga.

## Vanjske poveznice
- definicija na britannica.com